# Frohnau

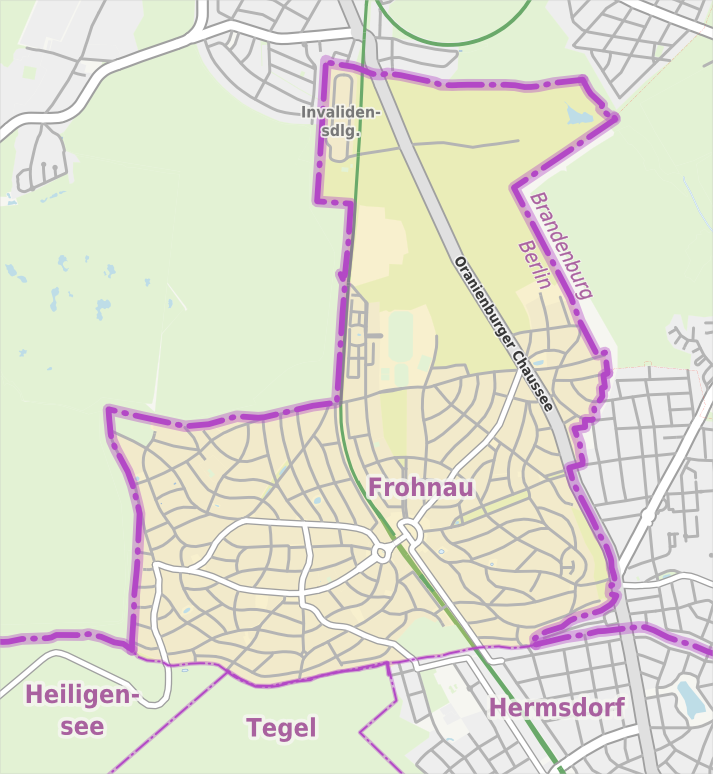
Mappa del quartiere

Frohnau è un quartiere di Berlino, appartenente al distretto di Reinickendorf.
In questo quartiere si trova il più grande wetterpilz del mondo.